# Fujiwara no Seishi
Fujiwara no Seishi, född 972, död 1025, var en kejsarinna, gift med kejsar Sanjō. 
Hon var dotter till Fujiwara no Naritoki, kusin till kejsarens regent Fujiwara no Michinaga.
Hon gifte sig 1012 med kejsar Sanjo. Hennes make hade även en annan maka, hennes syssling Fujiwara no Kenshi. Under den förra kejsaren hade seden med två kejsarinnor introducerats. Efter att Sanjō bestigit tronen, fick hans ena maka Seishi den gamla kejsarinnetiteln Kōgō, medan hans andra hustru Kenshi fick den nya kejsarinnetiteln Chūgū. Kenshis far, regenten, såg dock till att hans dotter i praktiken fick högre rang genom att förbjuda hovets medlemmar att närvara vid den ceremoni som gjorde Seishi till kejsarinna, och istället samlas hos hans dotter Kenshi då de fick meddelande om ceremonin. 
Kejsarinnan Seishi hade en god relation med kejsaren, men hade trots detta en undanskymd roll vid hovet, då kejsarinnan Kenshi stöddes av sin far regenten. 
År 1016 abdikerade kejsar Sanjo. Han avled året därpå. Seishi blev nunna efter sin makes abdikation. 